# Río Medio Granja
Río Medio Granja är en ort i Mexiko.   Den ligger i kommunen Veracruz och delstaten Veracruz, i den sydöstra delen av landet, 300 km öster om huvudstaden Mexico City. Río Medio Granja ligger 27 meter över havet och antalet invånare är 2 895.
Terrängen runt Río Medio Granja är platt. Havet är nära Río Medio Granja åt nordost. Runt Río Medio Granja är det mycket tätbefolkat, med 1 221 invånare per kvadratkilometer. Närmaste större samhälle är Veracruz, 7,6 km öster om Río Medio Granja. Runt Río Medio Granja är det i huvudsak tätbebyggt.